# 泉龍院 (新城市)

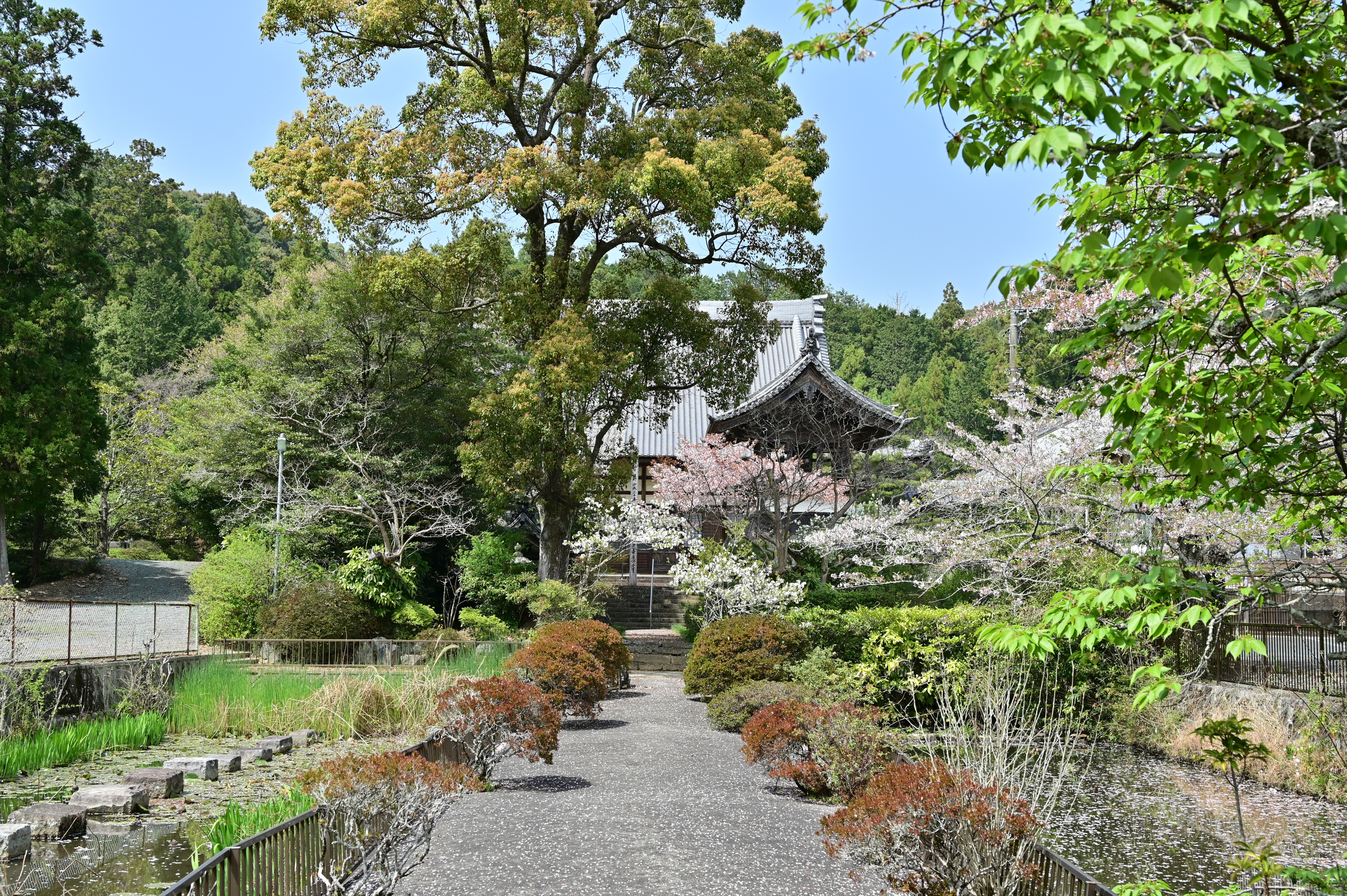
境内

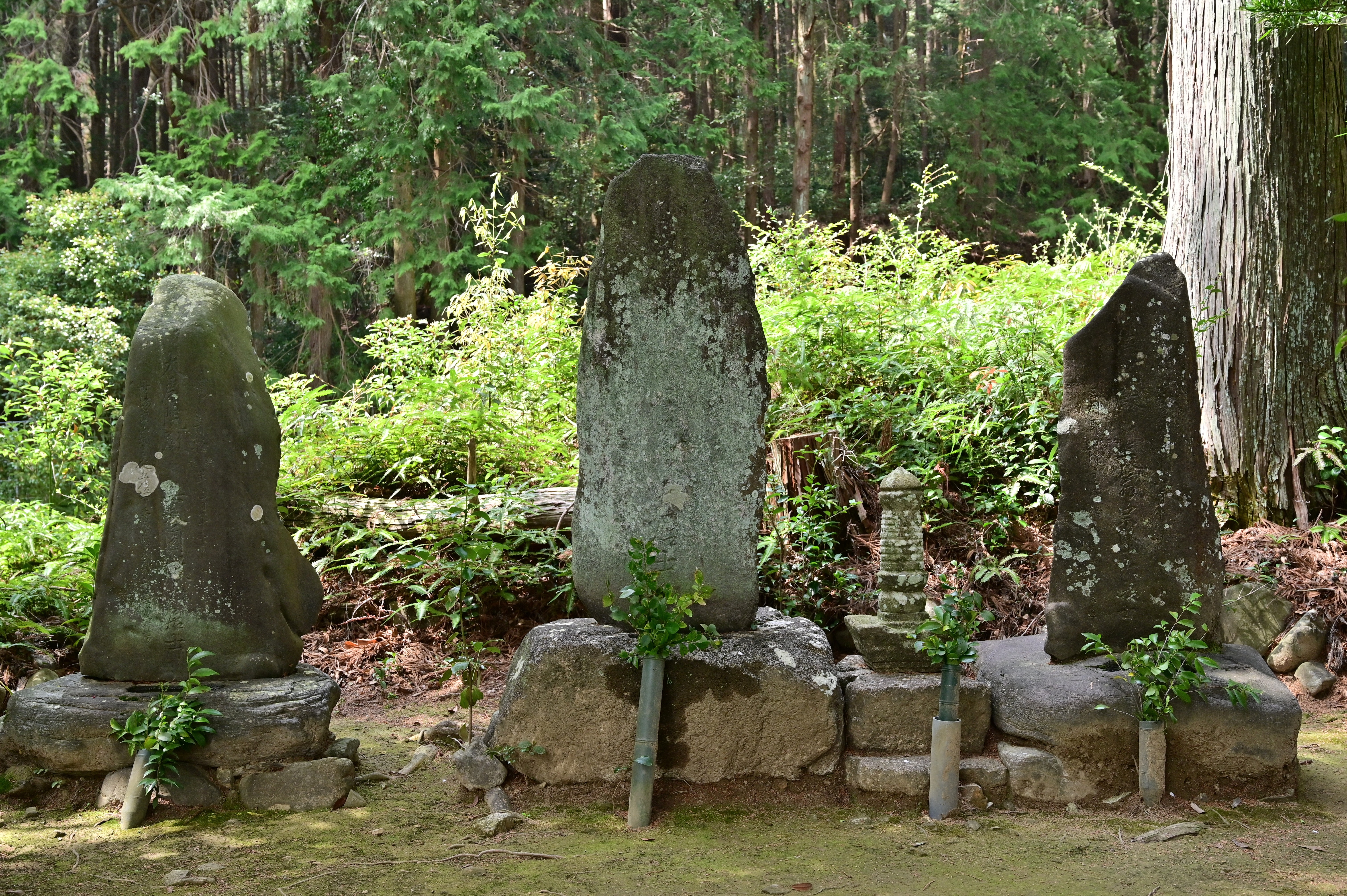
野田菅沼氏の墓碑（右から菅沼定則、定村、定盈、定芳

泉龍院（せんりゅういん）は、愛知県新城市にある曹洞宗の寺院。

## 概要
本尊は釈迦如来。三河白寿観音第12番札所。徳川家康逝去後に建立された東照軒にて東照大権現を奉祀。徳川将軍家代々の位牌を開山堂内に安置し奉祀。野田城主菅沼氏代々の墓碑を祀る。

## 歴史
寛正元年（1460年）、聞庵道見（もんなんどうけん）禅師が入山。螺貝にまつわる山のいわれとそのおもむきに心動かされた聞庵道見禅師が、草庵を構えて坐禅で悟を開き人々を導くうち遠近多くに慕われ、寛正5年（1464年）諸伽藍が成就。岡崎市の龍渓院2世 盧岳洞都（ろがくとうと）禅師を勧請し、文明2年（1470年）に開山。のちに山号を大洞山と改める。以来熱心な布教によって帰依する者が増え、7世の世代には全国各地に270余寺の門葉寺院を擁するに至る。住職を、5世光国派、6世希聲派、7世琴室派の3派のうち輪住格をもつ末寺からの輪番制をとり、開山より175代の住職により継承されてきた曹洞宗中本山であって東海屈指の名刹。明治維新の改革で輪番制が廃止になったことをうけ、住職が独住制となり、現在独住5世（開山より180代）に至る。

## 開創の由来
500年前に現在愛知県新城市にあたるこの地に入山した聞庵道見禅師が、吉水の洞窟で坐禅を続けていたところ、山獄ごと震動して崩れ洞中から螺貝が吹き出した。
加えてこのとき里人から聞いた「螺貝山」という山の名称もあって、法華経でよく説かれる大法螺貝に因縁を感じたため分け入ってゆくと、霞がたなびいた山の渓谷は森林深く湧き水が豊かで、水路には大螺貝が生息し、沼の叢には大蛇が蹲っているとのいわれがあった。
山の風格は法華経で云われる明の螺貝山によく似ており、仏法を営むに好適地とみた聞庵道見禅師は、沼を埋めて草庵を構え榧の実を常食として只管に打坐し悟りを開いた。
しだいに多くの人が教えを仰ぎ道を求めて禅師に慕って随うようになり、やがて大勢の好意により伽藍の造営に及び、土地の造成時に沼澤の一部を残して「龍神池」と命名して大蛇の住処とした。また本堂裏山の湧き水を守護正意大明神として祀っている。諸堂が成就すると山号を「螺貝山」と命名した。

## 菅沼氏の帰依
天文8年（1539年）、野田城主初代菅沼定則の助成をうけ、開山以来長い年月で傷の激しくなった伽藍を改築。
菅沼定則は、天文10年（1541年）に10世泰年全継住職に帰依し不春居士号を授けられた。
定則は翌年、大洞山へ梵鐘を寄進。天文13年（1544年）の11世再々住職光国舜玉代に、定則は野田城主二代菅沼定村に家督を譲ると、大洞山大門前に「不春禅学敲門道場」を建立し住した。
天文15年（1546年）定則が病に臥せると光国舜玉は願いを聞き入れ当院に止錫。翌春2月14日に定則が逝去すると 10世泰年全継 11世光国舜玉 12世海岩俊智 の3導師により「永昌院殿不春玄休大居士」が呈せられ、当院に葬られた。
野田城主2代目菅沼定村が大洞村を新設して全域を院領としたことにより以来、山号を「大洞山」と改めた。
のちの元亀4年（1573年）、武田信玄が再び来攻した野田城の戦いで伽藍焼失。
野田城主3代目菅沼定盈は大檀那となり院を修復。その際定盈は本尊釈迦牟尼仏を寄進して戦死した父菅沼定村の追福とした。

## 法系
永平道元（仏性伝東国師、承陽大師） 1200年 - 1253年
↓
孤雲懐奘（道光普照国師） 1198年 - 1280年
↓
徹通義介 1219年 - 1309年
↓
瑩山紹瑾（弘徳圓明国師、常済大師）1268年 - 1325年
↓
峨山韶碩
↓
太源宗真
↓
梅山聞本
↓
如仲天誾
↓
喜山性讃
↓
茂林志繁
↓
開山 盧岳洞都
↓
2世 聞庵道見
↓
3世 字崗祖文
↓
4世 克補契嶷
↓
5世 光国舜玉
↓
6世 希聲英音
↓
7世 琴室契音

## 大本山と本寺
- 吉祥山 永平寺（福井県）
- 諸獄山 總持寺（神奈川県）
- 橘谷山 大洞院（静岡県）
- 大澤山 龍渓院（愛知県）

## 末寺

### 輪住格を有する末寺・末葉

#### 別格
- 乳峰山 字崗寺（愛知県新城市）、 末 白龍山 瑞雲寺（愛知県新城市）

#### 光国派
- 仙壽山 全久院（愛知県豊橋市）、仙壽山 全久院（長野県松本市）、喜運山 長養院（愛知県設楽郡東栄町）
- 祥雲山 瑞光院（長野県下伊那郡）、洞谷山 幸春寺（愛知県新城市）、蟠龍山 花林院（三重県桑名市）
- 芙蓉山 蓮華寺（愛知県岡崎市）、少林山 蔭凉寺（大阪府和泉市）、幸雲山 宗堅寺（愛知県新城市）

#### 希聲派
- 梅坪山 霊巌寺（愛知県田原市）、梅坪山 霊岩寺（愛知県豊田市）、瑞雲山 本光寺（長崎県島原市）
- 瑞雲山 本光寺（愛知県額田郡幸田町）、萬燈山 長円寺（愛知県西尾市）
- 円通山 補陀寺（愛知県蒲郡市）、宝珠山 増円寺（茨城県北相馬郡）

#### 琴室派
- 長篠山 医王寺（愛知県新城市）、延命山 永住寺（愛知県新城市）
- 菅沼山 楽法寺（愛知県新城市）、 三河山 永住寺（群馬県高崎市）

### 小末寺
- 長全寺、円通寺、少林寺、清源庵、正養寺、徳定寺、徳林寺、万福寺、大膳庵、須泉寺
- 能満寺、徳願寺、白神寺、専徳庵、湖信庵、昌壽庵、東郷寺、泉蔵寺、泉福寺、了源庵
- 永昌寺、地蔵院、吉水庵、松樹寺、夷則寺、龍田寺、龍源寺、長昌寺、東昌寺